# Viktória-föld

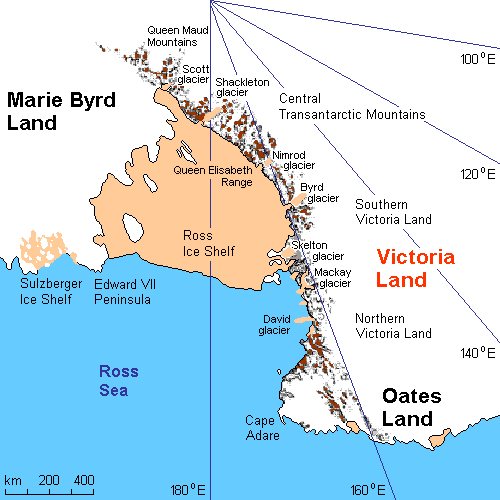

A Viktória-föld (angolul Victoria Land) az Antarktisz egy régiója, melyet keletről a Ross-tenger, illetve Ross-selfjég, nyugatról pedig a Wilkes-föld, északról pedig az Oates-föld határol. 

## Földrajza

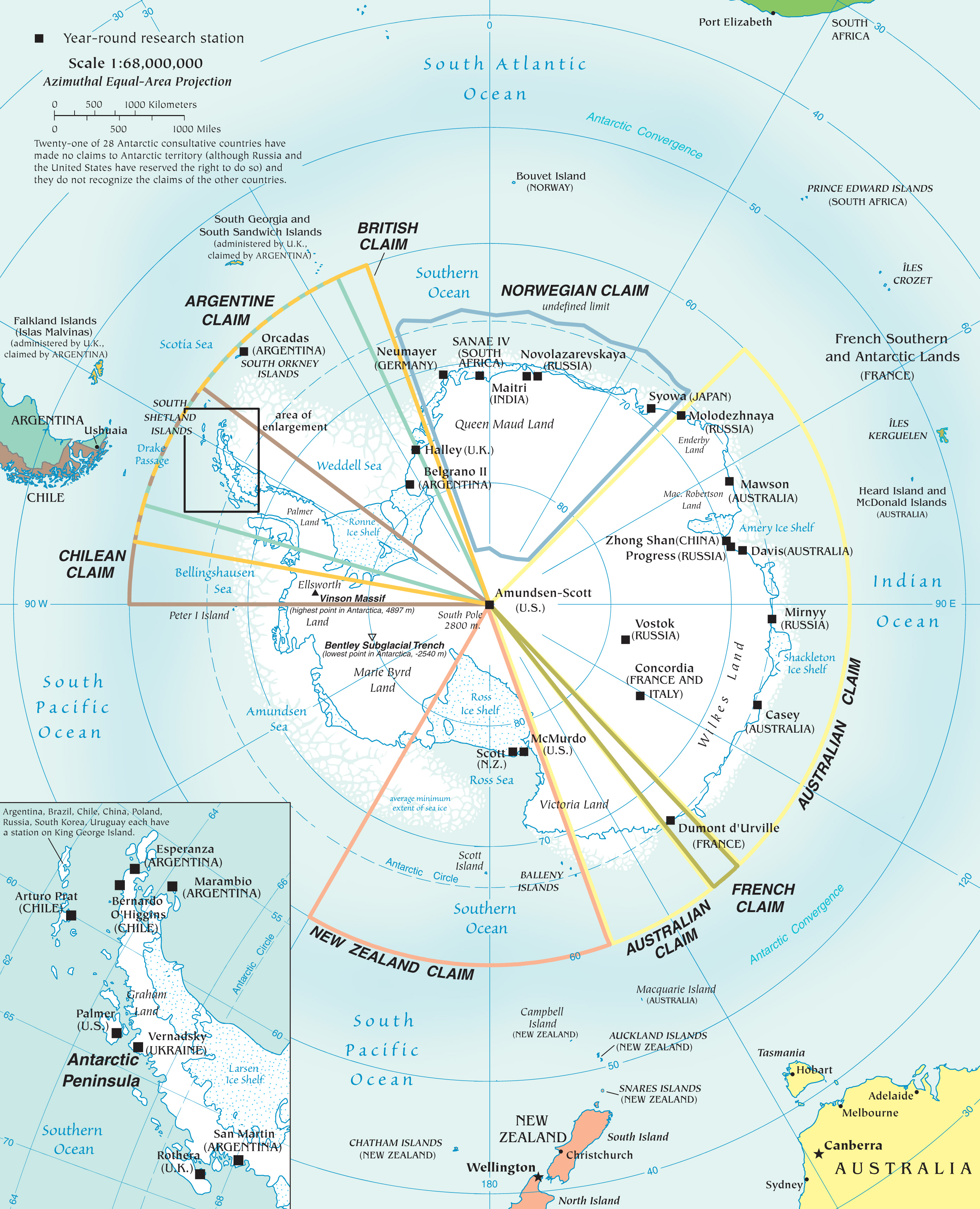
Területi igények az Antarktiszon

A Viktória-föld a keleti hosszúság 142° és 170° között terül el, délen a déli szélesség 78°-ig terjed. A McMurdo szárazvölgyek kivételével a Viktória-föld majdnem teljes területét jég borítja, amely elérheti a 2500 méter vastagságot is. A régió teljes hosszában áthúzódik a Transzantarktiszi-hegység. Legmagasabb pontja a Mount Lister (4025 m).

## Felfedezése és mai státusza
A Viktória-földet 1841 januárjában fedezte fel James Clark Ross, és az angol királynő után nevezte el. 1911—14-ben az ausztrál Douglas Mawson expedíciója kutatta a területet.
Tengerparti része az Új-Zéland által igényelt Ross-territóriumhoz tartozik, a többire pedig Ausztrália támasztott területi igényt. 
1971 és 1991 között a Viktória-föld partvidékén működött a szovjet Lenyingradszkaja állomás, amelyet 2007-2008-ban ideiglenesen újra megnyitottak.

## Fordítás
Ez a szócikk részben vagy egészben  a(z)   Земля Виктории című orosz Wikipédia-szócikk ezen változatának fordításán alapul.  Az eredeti cikk szerkesztőit annak laptörténete sorolja fel. Ez a jelzés csupán a megfogalmazás eredetét és a szerzői jogokat jelzi, nem szolgál a cikkben szereplő információk forrásmegjelöléseként.